# Kalif
En kalif er den øverste leder i et kalifat, som er en muslimsk monark, der hævder at være efterfølger til Muhammed, grundlæggeren af det muslimske arabiske styre i det 7. århundrede. Ordet kalif stammer fra arabisk khilâfa eller egentlig khalîfat rasûl Allâh. Da det arabiske ord, khalîfa (flertal khulafâ’), betyder "efterfølger" eller "stedfortræder", betyder det ordret: "Efterfølger efter Guds udsendte". Allerede Ummayyaderne udelod ordet rasûl, så titlen blev khalîfat Allâh, "Guds stedfortræder". Det er en islamisk regeringsform, hvor den verdslige og gejstlige ledelse er samlet i én person, kaliffen.
Den første kalif efter Muhammeds død i år 632 blev Abu Bakr, som var Muhammeds svigerfader. Den 2. kalif, Omar, var ligeledes Muhammeds svigerfader. Den 3. kalif, Othman, fuldendte nedskrivningen af Koranen. Den 4. kalif, Ali, var Muhammeds fætter og svigersøn. I dag regnes Ali af shiitterne for Muhammeds eneste legitime efterfølger.